# Odznak Za boj proti partyzánům
Odznak Za boj proti partyzánům (německy Bandenkampfabzeichen) bylo německé válečné vyznamenání udělované v době druhé světové války za boj s bandity (partyzány) založené 29. ledna 1944 (podle ruské wikipedie 30. ledna 1944) rozkazem Adolfa Hitlera se zpětnou platností od 1. ledna 1943.

## Udílení
Odznak byl udělován za boj s partyzány, což v případě bojů na východní frontě také znamenalo krom účasti na kárných výpravách (například Svátky jara, Cikánský baron) také útok na kohokoliv, kdo byl považován za bezpečnostní hrozbu pro německou okupační správu.  
Právo navrhovat udělení odznaku měli vyšší velitelé policie a SS, dále také vyšší důstojníci wehrmachtu. Udílení odznaku ve zlatě si pro sebe vyhradil Reichsführer SS Heinrich Himmler, od kterého také vzešla iniciativa pro vznik vyznamenání.
Ocenění mohl obdržet jakýkoliv příslušník jednotky v boji proti partyzánům. Krom vojáků byl udělován také příslušníkům policie a SD. Odznak mohli dostat i zahraniční dobrovolníci za podmínky, že složili přísahu Adolfu Hitlerovi. Příslušníci bezpečnostních nebo vojenských sil se snažili v bojových akcích odznak nenosit, protože to v případě zajetí partyzány nebo Rudou armádou znamenalo okamžitý rozsudek smrti.  
Od 5. října 1944 se okruh možných osob pro udělení odznaku rozšířil z ozbrojenců na jakoukoliv osobu, která byla aktivně zapojena do boje s odbojáři nebo partyzány. Byl udělován také posmrtně, pokud zemřelí splnili v den smrti nebo před ní podmínky. V případě smrti v akci byl udělený odznak s dekretem zaslán pozůstalým na památku.
Vyznamenání se udílelo podle počtu dní v boji a ty se počítaly následně:
- Pro příslušníky všech nasazených pěších jednotek se za bojové dny počítaly takové, kdy měli ozbrojenci možnost dostat se do těsného bojového kontaktu s nepřítelem. Za takový kontakt byla považována účast při útocích a obranných bojích, při nasazení v průzkumných jednotkách, nebo v obraně proti nepřátelským průzkumným oddílům.
- Pro příslušníky dělostřelectva se do bojových dnů počítaly takové, kdy se příslušníci těchto jednotek (střelci atp.) dostali do přímého boje.
- Pro příslušníky protiletadlových zbraní byly za bojové dny považovány takové, kdy obsluhy děl vstoupily do přímého boje, stejně jako dny, kdy byla sestřelována nepřátelská letadla.
- Pro posádky jednotlivých letadel nebo leteckých jednotek se do bojových dnů počítaly takové, kdy byly posádky letadel schopny úspěšně provést misi pod nepřátelskou palbou. Každé potvrzené sestřelení nepřátelského letadla se počítalo jako tři dny boje.

| Verze odznaku podle počtů dní v boji a příslušnosti ke druhu zbraně | Verze odznaku podle počtů dní v boji a příslušnosti ke druhu zbraně | Verze odznaku podle počtů dní v boji a příslušnosti ke druhu zbraně | Verze odznaku podle počtů dní v boji a příslušnosti ke druhu zbraně | Verze odznaku podle počtů dní v boji a příslušnosti ke druhu zbraně |
| ------------------------------------------------------------------- | ------------------------------------------------------------------- | ------------------------------------------------------------------- | ------------------------------------------------------------------- | ------------------------------------------------------------------- |
| Zbraň                                                               | Verze vyznamenání                                                   | Odznak Za boj s partyzány (bronz)                                   | Odznak Za boj s partyzány (stříbro)                                 | Odznak Za boj s partyzány (zlato)                                   |
| Zbraň                                                               | Verze vyznamenání                                                   | Bronzový                                                            | Stříbrný                                                            | Zlatý                                                               |
| Pozemní vojsko, Zbraně SS, námořnictvo a ostatní jednotky           | Počet dní v boji                                                    | 20                                                                  | 50                                                                  | 100                                                                 |
| Letectvo                                                            | Počet dní v boji                                                    | 30                                                                  | 75                                                                  | 150                                                                 |

Odznak ve stříbře odpovídal Sponě za boj zblízka ve zlatě.

## Návrh, nošení, rozměry a výroba

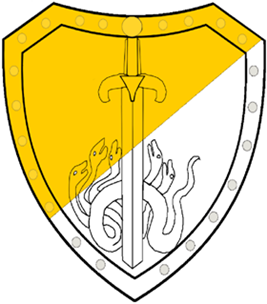
Znak sebeobrany Horního Slezska.

Návrh vzhledu odznaku byl inspirován podle čestného odznaku sebeobrany Horního Slezska z let 1919 – 1920, viz obrázek. Součástí návrhu byl také motiv hydry jako nestvůry, které po utnutí hlavy hned dorostla nová, což mělo symbolizovat boj s partyzány. Sluneční svastika byla zvolena jako odkaz na staré Germány.
Himmler na konci roku 1944 nechal vyrobit 10 – 20 odznaků ve zlatě od firmy Juncker z Berlína. Tyto odznaky byly vyrobeny ze stříbra, pozlaceny a osázeny diamanty. Neexistují však žádné oficiální údaje o jejich udělení. Jejich osud není znám.
Odznak se nosil na levé náprsní kapse saka pod Železným křížem, pokud byl udělen. Upevňoval se špendlíkem. Pokud bylo uděleno vyznamenanému více stupňů odznaku, nosil se pouze odznak nejvyššího stupně.
K výrobě odznaku se používala technologie lisování a vstřikování, použitý materiál byl zinek a následně byl aplikován bronzový, stříbrný nebo zlatý povlak. Rozměry odznaku jsou 57 x 49 mm. Odznak byl vyráběn také ve verzi s dutými lisovanými dubovými listy.
Nošení vyznamenání je od roku 1957 v Německu zakázáno, protože obsahuje vyobrazení hákového kříže. Pokud je hákový kříž z odznaku odstraněn, je možné jej nosit.

## Výběr z nositelů
Přesný počet nositelů není znám, protože na konci války se většina příjemců snažila tohoto odznaku zbavit. Důvodem byla všeobecná krutost vedení boje s partyzány, či spáchané válečné zločiny, a přiznání k němu by znamenalo riskovat zejména po válce trest smrti.
- Bach-Zelewski, Erich von dem
- Dirlewanger, Oskar
- Globocnik, Odilo
- Kaminski, Bronislav Vladislavovič